# Аполипопротеин B
Аполипопротеин B (апоB, англ. apolipoprotein B, apoB) — единственный аполипопротеин липопротеинов низкой плотности, носитель «плохого холестерина», вызывающего накопление холестерина в стенках кровеносных сосудов. АпоВ является также основным аполипопротеином хиломикронов, липопротеинов очень низкой плотности и их остатков. АпоВ является лигандом для ЛПНП-рецептора, что важно для деградации липопротеинов низкой плотности в печени. Однако, накопление апоВ в крови приводит к развитию атеросклероза. Концентрация апоВ в крови является даже более достоверным индикатором риска атеросклероза, чем общий холестерин или холестерин ЛПНП.

## Структура и изоформы
В организме синтезируется две изоформы апоВ: апоВ-100 и апоВ-48. АпоВ-100 синтезируется в печени и соответствует полному 100% гену АПОВ. В кишечнике, однако, синтезируется изоформа, соответствующая лишь половине (точнее около 48% — отсюда и название) гена АПОВ — апоВ-48. АпоВ-100 — белок, состоящий из 4536 аминокислот с молекулярной массой 512 кДа и является одним из самых больших белков организма. АпоВ-48 примерно в 2 раза меньше. Обе изоформы апоВ очень гидрофобны и глубоко погружены в липидный слой липопротеина, не растворимы в воде и без липида не существуют. АпоВ-48 является компонентом липопротеинов кишечного происхождения — хиломикронов и остатков хиломикронов. Так как апоВ-48 не содержит участка, распознающегося ЛПНП-рецептором, эти частицы деградируют за счёт апоЕ, другого лиганда данного рецептора. АпоВ-100 — компонент липопротеинов печёночного происхождения — ЛПОНП, ЛППП и ЛПНП. АпоВ-100 определяет захват и последующую деградацию ЛПНП печенью.

## Патология
Высокий уровень апоВ связан с сердечно-сосудистыми заболеваниями и атеросклерозом. При некоторых мутациях гена апоВ развивается умеренная гиперхолестеринемия с повышенным уровнем ЛПНП, однако без существенных нарушений.  

## Экспериментальная модель апоВ
Мыши, у которых экспрессия апоВ была повышена, характеризовались высоким уровнем «плохого холестерина» и низким уровнем «хорошего холестерина». Мыши с единственной копией гена апоВ показывали обратную картину и были устойчивы к гиперхолестеринемии.